# Boehn (Adelsgeschlecht)

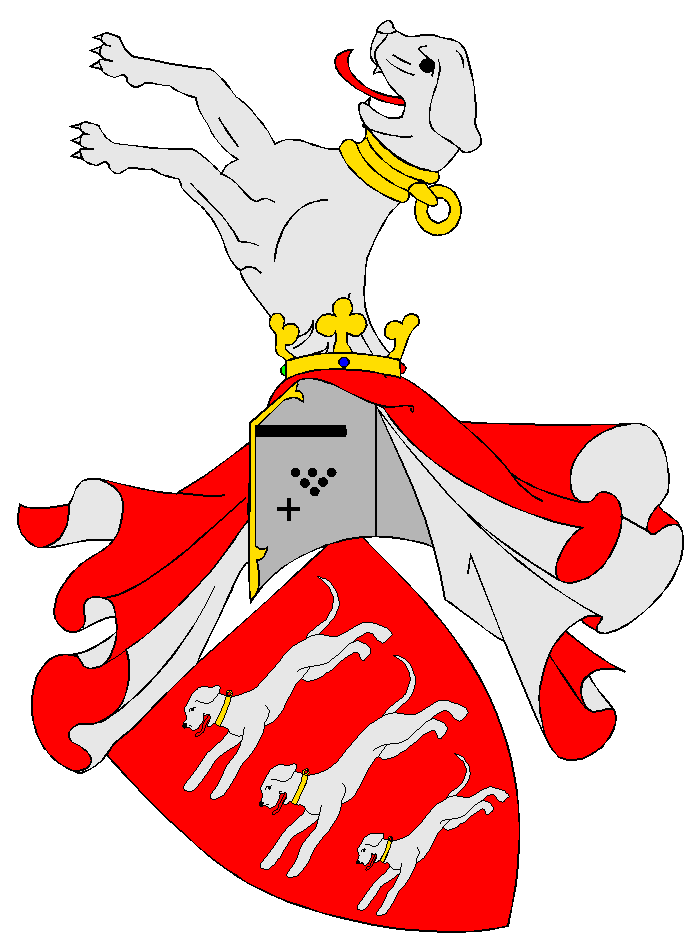
Wappen derer von Boehn

Boehn, auch Böhnen, Böhn oder Behn, ist der Name eines Uradelsgeschlechts aus dem Herzogtum Pommern.

## Geschichte
Das uradlige pommersche Geschlecht von Boehn stammt der Überlieferung zufolge aus Bönen bei Kamen in Westfalen. Die Familie von Boehn erscheint am 12. Juli 1279 zuerst urkundlich mit Johannes de Bone. 1308 wird ein Otto de Böhnen genannt. Bereits im 15. Jahrhundert treten drei Stämme auf, welche sich bisher zwar nicht in eine gemeinsame Filiation einbinden lassen, jedoch zweifelsfrei derselben Familie von Boehn angehören.
Im Herzogtum Pommern brachten es mehrere Mitglieder der Familie Böhnen schon früh zu gehobenen Funktionen im Staatswesen: Jürgen Böhnen begleitete Pommernherzog Bogislaw X. im Jahr 1496 auf dessen Reise nach Jerusalem. (Als Wohnsitz eines Georg Böhnen wird Crulow – spätere Schreibweise: Krolow – in Hinterpommern angegeben.) Johann von Böhnen war 1545 Hofmarschall zu Wolgast. Georg von Böhnen war 1630 Oberhofmarschall zu Rügenwalde. Danach war Frantz von Böhnen Herzoglicher Hofmeister und Hauptmann zu Rügenwalde.
Als bedeutendes Stammgut der Familie darf Kulsow gelten, das von 1402 bis 1945 durchgängig bei der Familie war. Ein weiteres bedeutendes Gut der Boehns war Sagerke; es ist ebenfalls dem 1. Stamm der Familie zuzuordnen. Das Gut Besow, nach dem sich der 2. Stamm benannte, war von 1480 bis 1857 bei der Familie. Die schwedische Linie schließlich führt sich auf das Gut Gronikow zurück.
1731 erfolgte die Introduktion in die schwedische Ritterschaft für die Brüder Svante Casper und Ludwig Gustav. 1813 wurde die Familie der den Bayrischen Matrikeln einverleibt mit Erlaubnis der Fortführung des Freiherrenstandes.
Ein Familienverband besteht seit 1874.

## Wappen
Das Stammwappen zeigt in Rot drei übereinander nach rechts laufende silberne Bracken mit goldberingten Halsbändern. Auf dem Helm mit rot-silbernen Helmdecken, eine der Bracken nach rechts gewandt wachsend.

## Bekannte Familienmitglieder
- Georg von Boehn (1476–1538), herzoglich pommerscher Rat und Hauptmann zu Lauenburg und Bütow
- Franz von Boehn († 1637), herzoglich pommerscher Kammerrat und Hauptmann zu Buckow, Köslin und Kasimirsburg, Domkapitular zu Kolberg
- Michael Ernst von Boehn (1720–1773), preußischer Landrat
- Franz von Boehn (1806–1890), preußischer Generalleutnant und Kommandant von Stettin
- Julius von Boehn (1820–1893), preußischer Generalleutnant
- Oktavio von Boehn (1824–1899), preußischer General der Infanterie
- Max von Boehn  (1850–1921), preußischer Generaloberst
- Hans von Boehn (1853–1931), preußischer General der Kavallerie, im Ersten Weltkrieg Kommandant von Berlin
- Constantin von Boehn (1856–1931), Rittergutsbesitzer und preußischer Kammerherr
- Ludwig von Boehn (1854–1920), preußischer Generalmajor
- Max von Boehn (1860–1932), Kulturhistoriker
- Siegfried von Boehn (1865–1945), Mitglied des Deutschen Reichstags
- Otto von Boehn (1874–1957), Gärtner und Heimatforscher
- Siegfried von Boehn (1901–1988), Heimatforscher und Genealoge